# Wirtschafts- und Infrastrukturbank Hessen
Wirtschafts- und Infrastrukturbank Hessen  (WIBank) es el banco promocional del estado de Hesse y responsable del negocio de desarrollo público monetario. Como una institución legalmente dependiente, económica y organizacionalmente independiente (AidA) en Landesbank Hessen-Thüringen, es una de las tres unidades de negocio en las que se basa el modelo de negocio de Landesbank.

## Historia
La fundación del banco se basa en la "Ley sobre la reorganización del apoyo monetario en Hesse" del 16 de julio de 2009, mediante la cual el Banco de Inversiones Hesse (IBH) se fusionó en el LTH - Banco de Infraestructura. WIBank continúa con el negocio promocional del ex IBH y LTH - Banco de Institutos de Infraestructura.
La ley sobre la reorganización del apoyo monetario en Hesse estipulaba que WIBank está bajo la responsabilidad del garante del estado de Hesse. El instituto de desarrollo está establecido de acuerdo con los principios de acuerdo con la Comisión de la UE sobre Garantías Estatales de Bancos de Desarrollo Alemanes (Entendimiento II) y está sujeto al principio de neutralidad de la competencia.

## Órganos de WIBank
La "Ley sobre la reorganización de la asistencia monetaria en Hesse" preveía el establecimiento de un comité del Consejo de Administración de Helaba, responsable del WIBank y sus actividades de promoción.
El comité de WIBank adopta las pautas para la política de negocios y supervisa el negocio de desarrollo. En el transcurso de esto, decide el método de asignar los ingresos reinvertidos por WIBank.
El comité está formado por seis miembros:
Dos miembros nombrados por el país en la Junta Directiva de Helaba,
dos miembros de los representantes de los empleados de la Junta Directiva de Helaba, así como
el ministro responsable de Asuntos Económicos l.
El Presidente informa regularmente al Consejo de Administración de Helaba de las actividades de WIBank y de las decisiones del Comité.